# Potijze Chateau Lawn Cemetery
Potijze Chateau Lawn Cemetery is een Britse militaire begraafplaats met gesneuvelden uit de Eerste Wereldoorlog, gelegen in de Belgische stad Ieper, ongeveer 2.200 m ten noordoosten van de Grote Markt, in het gehucht Potyze. De begraafplaats werd ontworpen door Reginald Blomfield en wordt onderhouden door de Commonwealth War Graves Commission. Deze begraafplaats vormt samen met de ernaast liggende Potijze Chateau Grounds Cemetery één geheel, enkel gescheiden door een niveauverschil en een pad. De gezamenlijke oppervlakte van beide begraafplaatsen is ongeveer 3.985 m² en ze worden rondom begrensd door een bakstenen muur. Het Cross of Sacrifice staat op de scheiding tussen de twee terreinen en de Stone of Remembrance staat tegen de oostelijke muur van de Potijze Chateau Grounds Cemetery. De begraafplaats is bereikbaar langs een pad van 55 m, dat tussen de huizen verscholen ligt. Langs dit pad bereik je ook het 150 m noordwestelijker gelegen Potijze Chateau Wood Cemetery. Er liggen 229 slachtoffers begraven.

## Geschiedenis
Het gehucht Potyze was bijna de hele oorlog in Britse handen. De begraafplaats lag in het domein van het kasteel dat de Britten White Château noemden. Niettegenstaande dat het kasteel dikwijls artilleriebeschietingen te verduren had, was het ingericht als een Advanced Dressing Station (medische post). De gewonden die het niet haalden werden hier dan begraven. Tijdens de Tweede Slag om Ieper (voorjaar 1915) waren er ook de hoofdkwartieren van de 27ste divisie gevestigd. Op de eerste verdieping was een observatiepost ingericht. Als gevolg van het Duitse lenteoffensief werd het kasteel in de zomer van 1918 grondig vernield. De begraafplaats werd gebruikt tussen mei en december 1915 en tussen juli 1917 en oktober 1918.
Er liggen 229 doden begraven, waaronder 191 Britten (waaronder 29 niet geïdentificeerde), 4 Australiërs, 22 Canadezen, 9 Zuid-Afrikanen en 3 Duitsers. Eén Brit wordt herdacht met een Special Memorial. Men neemt aan dat hij zich onder een naamloze grafsteen bevindt.
De begraafplaats werd in 2009 als monument beschermd.

## Onderscheiden militairen
- sergeant J. Forrester en soldaat A. Bruce, beide van de King's Own Scottish Borderers en korporaal E. Dowling van het Leinster Regiment werden onderscheiden met de Military Medal (MM).

## Trivia
De dichter Edmund Blunden, tevens officier bij de Britse troepen, schreef over de vernieling van het kasteel en de omgeving in "Undertones of War"; in het Nederlands uitgegeven onder de titel: "Oorlogsgedruis".